# Leotar
Leotar är ett berg i Bosnien och Hercegovina.   Det ligger i entiteten Republika Srpska, i den södra delen av landet, 120 km söder om huvudstaden Sarajevo. Toppen på Leotar är 1 227 meter över havet, eller 586 meter över den omgivande terrängen. Bredden vid basen är 6,1 km.
Terrängen runt Leotar är huvudsakligen kuperad.Närmaste större samhälle är Trebinje, 3,7 km söder om Leotar. 
Trakten runt Leotar består i huvudsak av gräsmarker. Runt Leotar är det ganska tätbefolkat, med 67 invånare per kvadratkilometer.